# Můrovití
Můrovití (Noctuidae) představují jednu z nejpočetnějších čeledí motýlů.

## Charakteristika

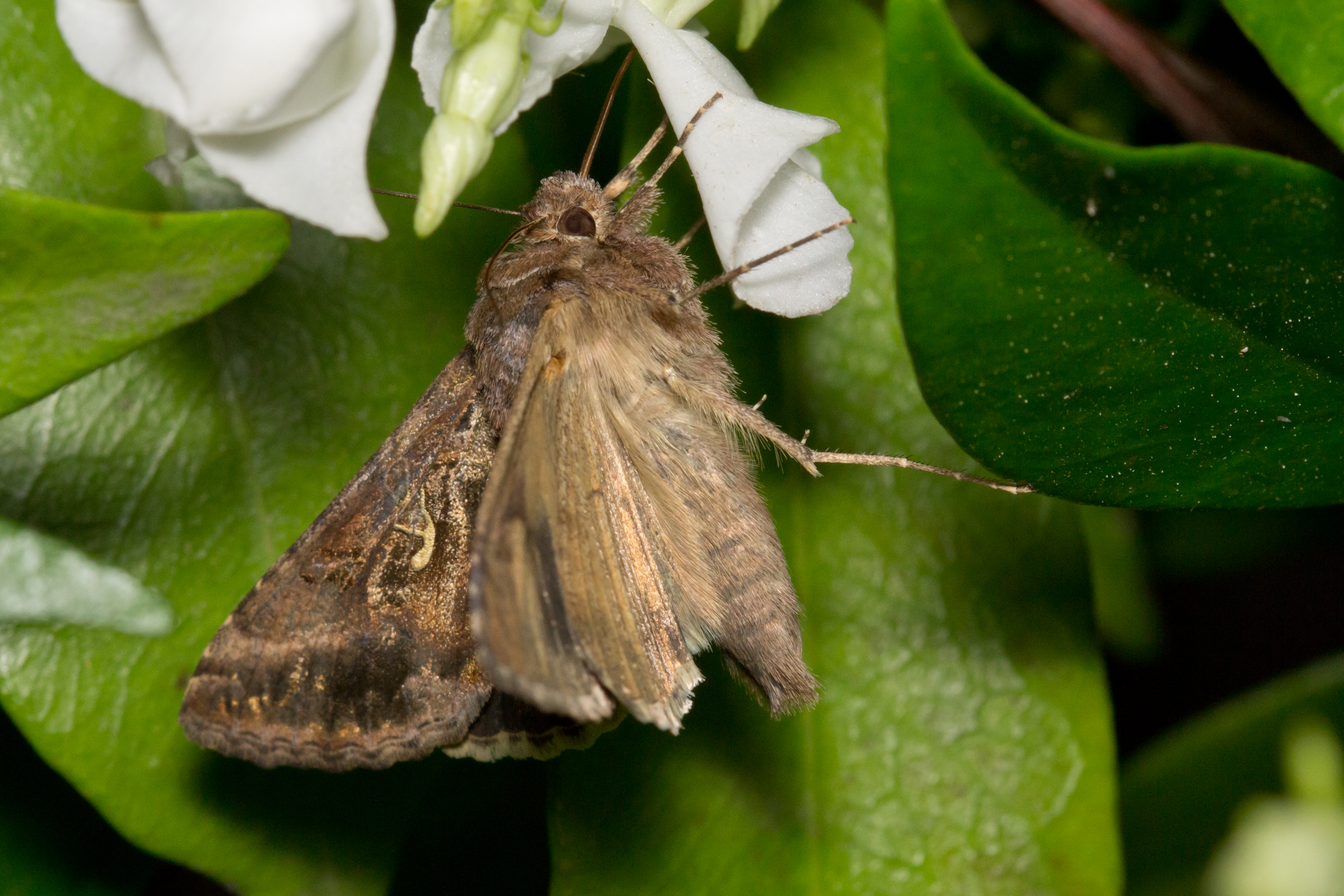
Kovolesklec gama (Autographa gamma)

Jde převážně o noční motýly, kteří se vyznačují mohutným předním párem křídel a nenápadným maskovacím vzorem. Jejich housenky se obvykle pohybují pomocí čtyř párů panožek, byť u některých druhů může být jeden či více párů redukován.
Můrovití se vyskytují na všech kontinentech s výjimkou Antarktidy a pronikli rovněž na ostrovní stanoviště. Ve srovnání s většinou jiných motýlů leží centrum jejich druhové diverzity mimo tropické oblasti, zvláště pak na severní polokouli. Dobře se však adaptovali suchým ekosystémům, a například jihovýchodní Arizona tak hostí zhruba třetinu jejich druhové diverzity v rámci Severní Ameriky.
Můrovití představují jedny z dominantních nočních opylovačů a tvoří také nezanedbatelnou součást jídelníčku mnohých hmyzožravců. Ve valné většině případů se kuklí v půdě. Jejich larvy vykazují rozmanité potravní zvyky a v závislosti na druhu konzumují široké spektrum přijímané potravy, od hub přes mechorosty až po nahosemenné a krytosemenné rostliny. Některé larvy se živí dokonce masožravě, např. stejnokřídlým hmyzem, zřídka i kanibalismem. Housenky zimovnice rezavé (Conistra rubiginea) jsou údajně parazity mravenců.
Mezi můrovitými se etabluje řada ekonomicky významných škůdců na plodinách, mj. plavokřídlec jižní (Mythimna unipuncta), černopáska Helicoverpa zea, černopáska bavlníková (Helicoverpa armigera), blýskavka kukuřičná (Spodoptera frugiperda), kovolesklec cizokrajný (Trichoplusia ni) a další.

## Systematika
Můrovití (Noctuidae) se řadí do nadčeledi Noctuoidea a za jejich taxonomickou autoritu je pokládán Pierre André Latreille (1809). Čeleď v roce 2021 zahrnovala asi 12 000 popsaných druhů, čímž byla třetí nejpočetnější mezi motýly. Historicky šlo o nejpočetnější čeleď motýlů vůbec, nicméně systematika nadčeledi Noctuoidea podléhá značným proměnám, přičemž řada můrovitých nyní spadá do samostatné čeledi Erebidae. Noctuidae sensu stricto zahrnují všechny podčeledi s chybějící nebo redukovanou mediální žilkou M2 zadních křídel, díky čemuž vzniká dojem, že je jejich kubitální žilka zadního křídla třívětvená. K těmto skupinám jsou přidruženy i některé podčeledi s čtyřvětvenou kubitální žilkou (Plusiinae, Pantheinae, Agaristinae, Bagisarinae).
Níže uvedený seznam uvádí podčeledi na základě . Systematika však bude pohléhat budoucím revizím, výše zmíněná studie např. popsala nové podčeledi Cobubathinae a Cropiinae, a naopak zpochybnila platnost podčeledí Bryophilinae a Eriopinae.

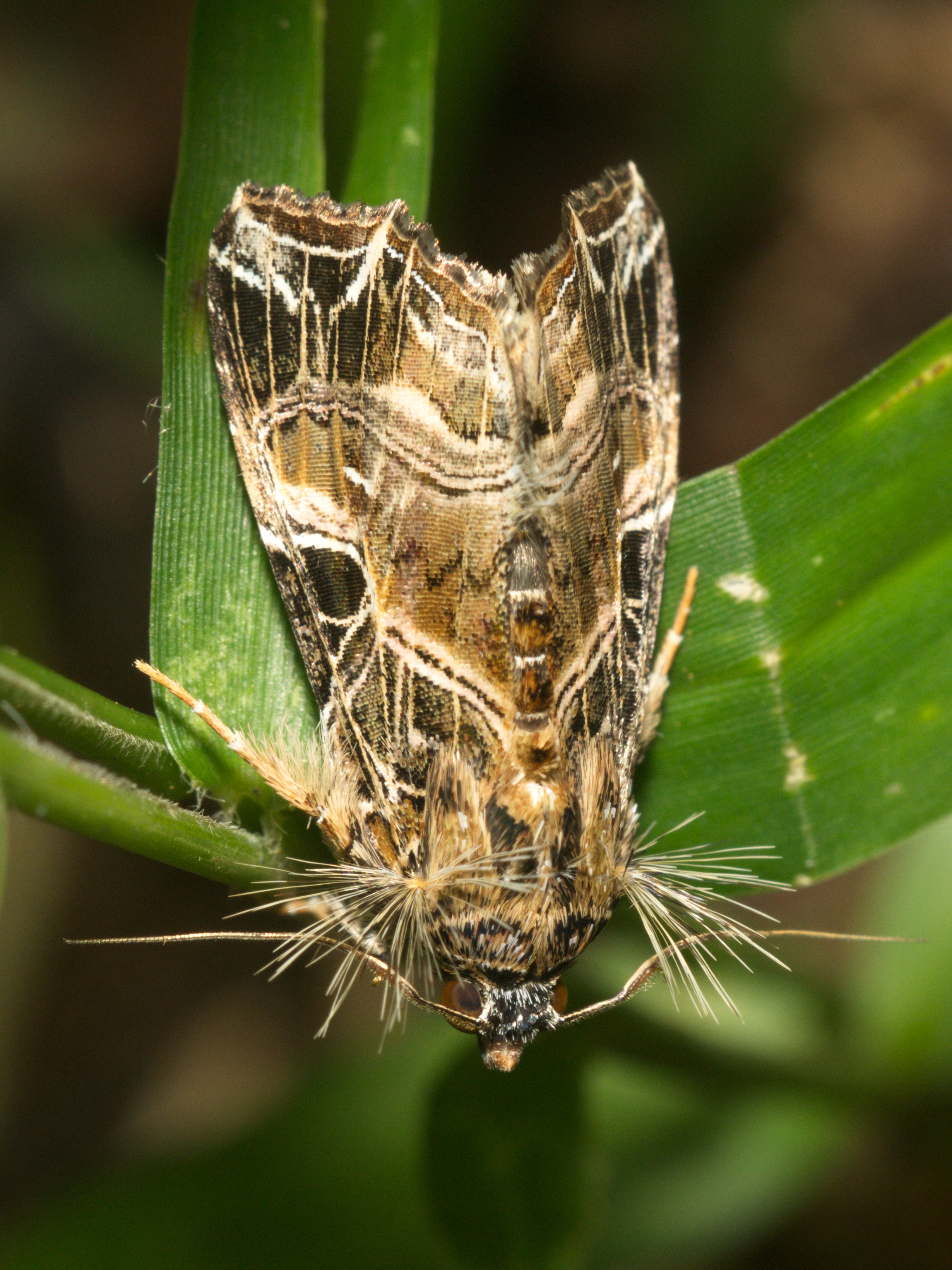
Callopistria rivularis

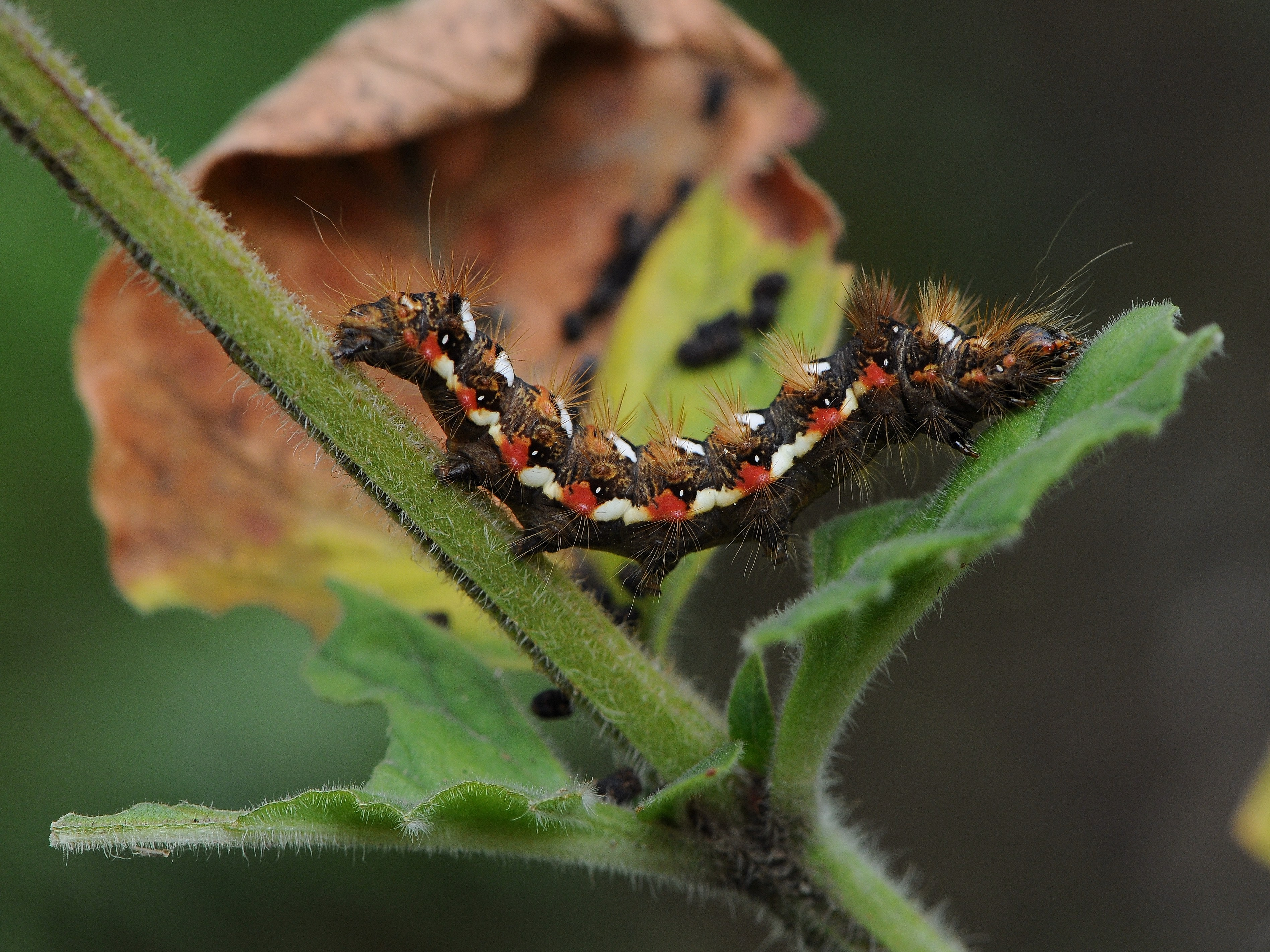
Housenka šípověnky hojné (Acronicta rumicis)

- Acronictinae
- Aediinae
- Agaristinae
- Amphipyrinae
- Bagisarinae
- Balsinae
- Bryophilinae
- Cobubathinae
- Condicinae
- Cropiinae
- Cuculliinae
- Dyopsinae
- Eriopinae
- Eucocytiinae
- Eustrotiinae
- Grotellinae
- Heliothinae
- Metoponiinae
- Noctuinae
- Oncocnemidinae
- Pantheinae
- Plusiinae
- Raphiinae
- Stiriinae